# Elaeodendron cunninghamii
Elaeodendron cunninghamii är en benvedsväxtart som beskrevs av Montr. Elaeodendron cunninghamii ingår i släktet Elaeodendron och familjen Celastraceae. Inga underarter finns listade.